# کنیچی نوزاوا
کنیچی نوزاوا (ژاپنی: 野澤 健一؛ زادهٔ ۲۷ ژانویهٔ ۱۹۸۴) یک بازیکن فوتبال اهل ژاپن است.
از باشگاه‌هایی که در آن بازی کرده‌است می‌توان به باشگاه فوتبال ناگانو پارسیرو اشاره کرد.